# Aralia cachemirica
Espèce
Classification phylogénétique
Aralia cachemirica  (syn A. macrophylla) est une espèce de plantes à fleurs de la famille des Araliaceae. C'est une grande plante herbacée mesurant de 1,5 à 3 m de haut. L'espèce est endémique du nord-ouest de l'Himalaya, et pousse en sous bois humide et riche entre 1 700 m et 4 700 m d'altitude.

## Description
Ses feuilles tripennées, caduques virent au rouge et au bronze à l'automne. Les inflorescences blanches apparaissant en juin sont similaires à celles des autres espèces du genre. Les fruits sont des drupes de 3 mm de diamètre apparaissant en octobre.